# J. Carter Swaim
Joseph Carter Swaim (23 janvier 1904 - 7 août 1997) était un professeur émérite américain de littérature et d'exégèse du Nouveau Testament au Western Theological Seminary et le chef du département biblique du National Council of Churches à New York. Il a également exercé des fonctions pastorales dans les églises presbytériennes de Staten Island et de Saint-Louis, à l'église du Covenant dans l'East Side de Manhattan et aux Nations unies.

## Vie
Swaim est né à Selma, en Alabama, et est décédé au Presbyterian Medical Center de Washington.
Swaim étudie au Washington and Jefferson College et au Western Theological Seminary (aujourd'hui Pittsburgh Theological). Il obtient en 1927 son M.Div. au Western Theological Seminary. Il a obtenu un doctorat avec la thèse The historical charachter of the Fourth Gospel à l'école de théologie de l'université d'Édimbourg.
Il est professeur de Nouveau Testament à la faculté du Western Theological Seminary de Pittsburgh. En 1954, Swaim a rejoint le Conseil national des Églises pour diriger son département biblique.

### Thèse
- J. C. Swaim, The historical charachter of the Fourth Gospel, Phd diss. School of Theology, Edinburgh University, 1931 (OCLC 780554233)

### Livres
- J. Carter Swaim, Right and Wrong Ways to Use the Bible, Philadelphia, Westminster Press, 1953 (OCLC 747567)

## Sources
- « Paid Notice: Deaths SWAIM, J. CARTER, PH.D. », The New York Times,‎ 12 août 1997, p. 9 (lire en ligne)
- The New York Times Staff, « J. Carter Swaim, 93, a Theology Professor », The New York Times, vol. 146, no 50894,‎ 24 août 1997, p. 34 (lire en ligne)
- « Inventory to Joseph Carter SWAIM », sur Pittsburgh Theological Seminary. Pittsburgh, Pennsylvania (consulté le 27 avril 2023)
- Miranda C. Herbert, Gale Research Company, Biography and Genealogy Master Index, vol. 1, Gale Research Company, coll. « Gale biographical index series », 1997